# Hockeria burksi
Hockeria burksi är en stekelart som beskrevs av Halstead 1990. Hockeria burksi ingår i släktet Hockeria och familjen bredlårsteklar. Inga underarter finns listade i Catalogue of Life.